# محمد بن مسافر
محمد بن مسافر یا ابن اسوار که به اشتباه احمد بن مسافر نیز خوانده شده، بنیانگذار دودمان سلاریان بود که از سال ۳۰۶ تا ۳۳۰ ه‍.ق بر دیلم و تارم حکومت کرد. در حالی که سرداران دیلمی قدرت خود را در مرکز و غرب ایران گسترش می‌دادند، او علیه جستانیان (حاکمان وقت دیلم) شورش کرد و پس از پیروزی، حکومت دیلم را به‌دست گرفت. وی بعدتر مرداویج را به شورش تحریک کرد که به بنیانگذاری سلسلهٔ زیاری و سقوط اسفار شیرویه منجر شد.
شرایط سیاسی و اوضاع خلافت در شمال ایران و «انتقال قدرت از علویان به دیلمیان» در ابتدای سده چهارم، شرایط مناسبی را برای قدرتمند شدن محمد بن مسافر مهیا کرد. محمد بن مسافر در دههٔ اول سده چهارم، پس از قتل جستان سوم به دست علی دیلمی، به خونخواهی جستان قیام کرد و با علی جنگید و سرانجام او را به قتل رساند. پس از علی، برادر و برادرزادهٔ علی با وی درگیر شدند و پس از ۹ سال جنگ، محمد بن مسافر پیروز شد. او دیلم را فتح کرد و جستانیان را به سمت مناطق جلگه‌ای گیلان راند.
در سال ۳۱۶، اسفار شیرویه الموت را از محمد بن مسافر گرفت و سپس وی را در شمیران محاصره کرد. او مرداویج را برای مذاکره فرستاد؛ اما حین مذاکره، محمد بن مسافر مرداویج را به شورش علیه اسفار تحریک کرد و وعدهٔ حمایت به او داد. مرداویج این پیشنهاد را پذیرفت و اتحاد محمد بن مسافر با مرداویج و ماکان کاکی، اسفار را شکست داد و اسفار کشته شد. از زمان مرگ اسفار شیرویه تا سال ۳۳۰، محمد به تحکیم قدرت خود در طارم و مناطق اطراف مشغول بود. او فرمانروایی عاقل و کاردان ولی در عین حال بی‌رحم و بداخلاق بود و همین مسئله اطرافیانش را به ستوه آورد و موجب شد در سال ۳۳۰ پسرانش او را زندانی کنند و قدرت را در دست بگیرند. 
بعدتر، وقتی آل بویه فرزند و جانشین محمد، سالار مرزبان را دستگیر کردند، سرداران سپاه محمد بن مسافر را از حبس آزاد کردند و به اردبیل بردند. بدین‌ ترتیب محمد مجدداً به قدرت رسید؛ ولی او این بار نیز طوری با زیر دستانش بدرفتاری کرد که سپاهیانی که او را به قدرت رسانده بودند، تصمیم داشتند وی را بکشند. محمد بن مسافر به طارم بازگشت و مجدداً دستگیر شد. پس از این، از سرنوشت او اطلاع خاصی در دست نیست، ولی به نظر می‌رسد در سال ۳۴۱ ه‍.ق در زندان، به مرگ عادی فوت شد. به نظر می‌رسد وی و خاندانش ابتدا به دست داعی صغیر به مذهب زیدی روی آوردند، ولی بعدتر اسماعیلی شدند. پایتخت محمد بن مسافر قلعهٔ شمیران بود.

## زمانه و پیش‌زمینه

### اوضاع کلی خلافت عباسی و ایران
در اواسط قرن سوم هجری، خلافت عباسی با جنبش‌های استقلال‌طلبانه‌ای مواجه شد که ضعف سیاسی او را در پی داشت. این جنبش‌ها در میان ایرانیان، که از قبل منتظر فرصتی برای شورش بودند، با ظهور دولت‌های سامانیان، صفاریان و زیاریان به اوج رسید. همچنین اوایل قرن چهارم هجری در شمال ایران جنبش‌های گوناگونی علیه خلیفه آغاز شد که جنبش اسفار شیرویه، ماکان کاکی، مرداویج و آل بویه از این دسته‌اند. قدرت متمرکز خلافت شروع به کاهش کرده بود و ماجراجویان جاه‌طلب، جنگ‌سالاران و رهبران نظامی در جای‌جای قلمرو اسلامی شورش می‌کردند و با یکدیگر رقابت می‌کردند. ایران وحدت سیاسی خود را از دست داده بود و به مجموعه‌ای از پادشاهی‌های بی‌ثبات مبدل شده بود. هیچ صلحی نمی‌توانست دوام بیاورد. بسیاری از مراکز شهری مانند نیشابور، مرو، بخارا، ری، همدان، قزوین و اصفهان بارها مورد حمله قرار گرفتند و تخریب شدند و ساکنانشان تحت محاصره، گرسنگی، تاراج و کشتار قرار گرفتند. در میان مردمی که عناصر ایرانی داشتند، همچون کردها، دیلمی‌ها و گیل‌ها جنبش‌ها تداوم داشت.
مع‌الوصف، مقام خلیفه هنوز در سرزمین‌های سنی‌مذهب قداست و احترام گذشتهٔ خود را حفظ کرده بود و دولت‌ها مجبور به پذیرش خلافت بودند تا مقام خود را مشروعیت بخشند. اما بزرگترین چالش برای وجههٔ مذهبی خلیفه، علویان شیعه بودند که ادعای خلافت داشتند. در قرن نهم میلادی (دوم و سوم هجری) دیلمی‌ها که به تازگی اسلام را، حداقل در ظاهر، پذیرفته‌بودند، تحت تأثیر حاکمان زیدی علویان طبرستان قرار گرفتند و احتمالاً در واکنش به سیاست‌های امویان، با شیعیان حس همدردی یافتند. آن‌ها ابتدا به عنوان مزدور، در اواخر قرن نهم و اوایل قرن دهم میلادی در سرزمین‌های شرقی اسلام، در ارتش خلفا و جنگ‌سالاران ظاهر شدند و به عنوان مبارزانی سرسخت و شجاع شهرت یافتند.

### اوضاع محلی
گرچه زیدیان در طبرستان و دیلم طرفداران بسیاری پیدا کرده بودند ولی پس از دو یا سه نسل علویان طبرستان و گیلان از شعارهای عدالت‌طلبانهٔ نخستین خود عدول کردند و کنار رانده شدند. این اوضاع زمینه را برای قیام اشرافی که نسب خود را به ساسانیان می‌رساندند، فراهم نمود. این منطقه نیاز به حکومتی داشت که هر دو قشر شیعیان و زرتشتیان را اقناع کند. این در حالی بود که میان فرزندان ناصر کبیر و داعی صغیر اختلاف روی داده بود و در اردوگاه علویان دو دستگی وجود داشت. افول اقتدار مستقیم خلافت در شمال‌غرب فلات ایران و ظهور قدرت‌های محلی چون حکام ساجی در آذربایجان باعث شد که بسیاری از سران کوه‌نشین به سربازانی جویای نام و مدعیان حکومت تبدیل بشوند. از طرف دیگر درگیری داعی صغیر با سامانیان و کشمکش میان داعیان علوی و مخالفان گیلی و دیلمی آنها، مرگ ناصر کبیر در سال ۳۰۴ و مهم‌تر از اینها، خروج یوسف بن ابی‌الساج از ری، بستر قدرت‌گیری محمد را فراهم کردند. در دیگر سو، قتل داعی صغیر و فرار ماکان کاکی از ری، باعث تحول جدیدی در ساختار قدرت سیاسی شمال ایران شد؛ این تحول موجب شد قدرت دیلمی‌ها در مرکز و غرب ایران توسعه پیدا کند. مورخان، از این تحول با عنوان «انتقال قدرت از علوی‌ها به دیلمی‌ها» یادکرده‌اند. در میان تمام این قدرت‌های نوظهور، سه برادر بویی از دیلم موفق‌ترین بودند. خاندان‌های دیلمی که از ابتدا تا میانهٔ قرن چهارم هجری تأسیس شدند، عبارتند از سلاریان، فیروزانیان، زیاریان و آل بویه. کسروی، تمام این خاندان‌ها را به تعبیر خود «نهال‌های جدیدِ درختِ پوسیدهٔ جستانیان» دانسته‌است. در حالی که این سلسله‌های جدید دیلمی تأسیس می‌شدند، سلسلهٔ جستانی رو به انحطاط و ضعف می‌رفت. پس از اسلام آوردن اکثریت مردم دیلم توسط داعیان علوی، جستانیان در جنگ‌های علویان با سامانیان، و حتی در کشمکش‌های داخلی میان آنها شرکت می‌کردند که این مسئله باعث تضعیف آنها شد.

### پیشینه طایفهٔ سلاریان در دیلم
سلاریان، از زمان دور در میان دیلمی‌ها خاندان مشهوری بودند، ولی نفوذ و قدرت سیاسی نداشتند؛ تا زمانی که قلعهٔ شمیران را تصرف کردند. آنها در مدت شکل‌گیری قدرتشان، به نام «لنکریان» شهرت داشتند. در دو قرن اول هجری، تنها سلسلهٔ شناخته‌شدهٔ دیلمی برای اعراب، جستانیان بود که سلاریان تحت نفوذ آنها بودند. ظاهراً در آن دوره در دیلم، حداقل دو طایفه با دو زبان یا لهجهٔ متفاوت حضور داشتند؛ طایفهٔ جستانیان و طایفه‌ای که سلاریان از میانشان برخاستند. از سلاریان، به این دلیل که در کوه‌ها و قلاع دورافتاده دیلم زندگی می‌کردند، اطلاعات خاصی در دست نیست. مقدسی نیز در مکتوبات خود از یک خاندان اشرافی دیلمی، موسوم به «سالاروند» نام برده‌است.

## نام و تبار
محمد بن مسافر، اولین فرد از سلاریان است که نامش در تاریخ آمده. نام اصلی محمد بن مسافر «سالار» بود و نام «سلّاریان» یا «سالاریان» از آنجا نشأت می‌گیرد. به‌نظر می‌رسد نام «مسافر» نیز، معرب عبارت «اسوار» یا «اسفار» بوده‌است؛ نخستین بار مسعودی، مؤسس سلسله را «ابن اسوار» معروف به «سلار» معرفی می‌کند. ابن اثیر نام او را «احمد» ثبت کرده که غلط است.

## رسیدن به قدرت

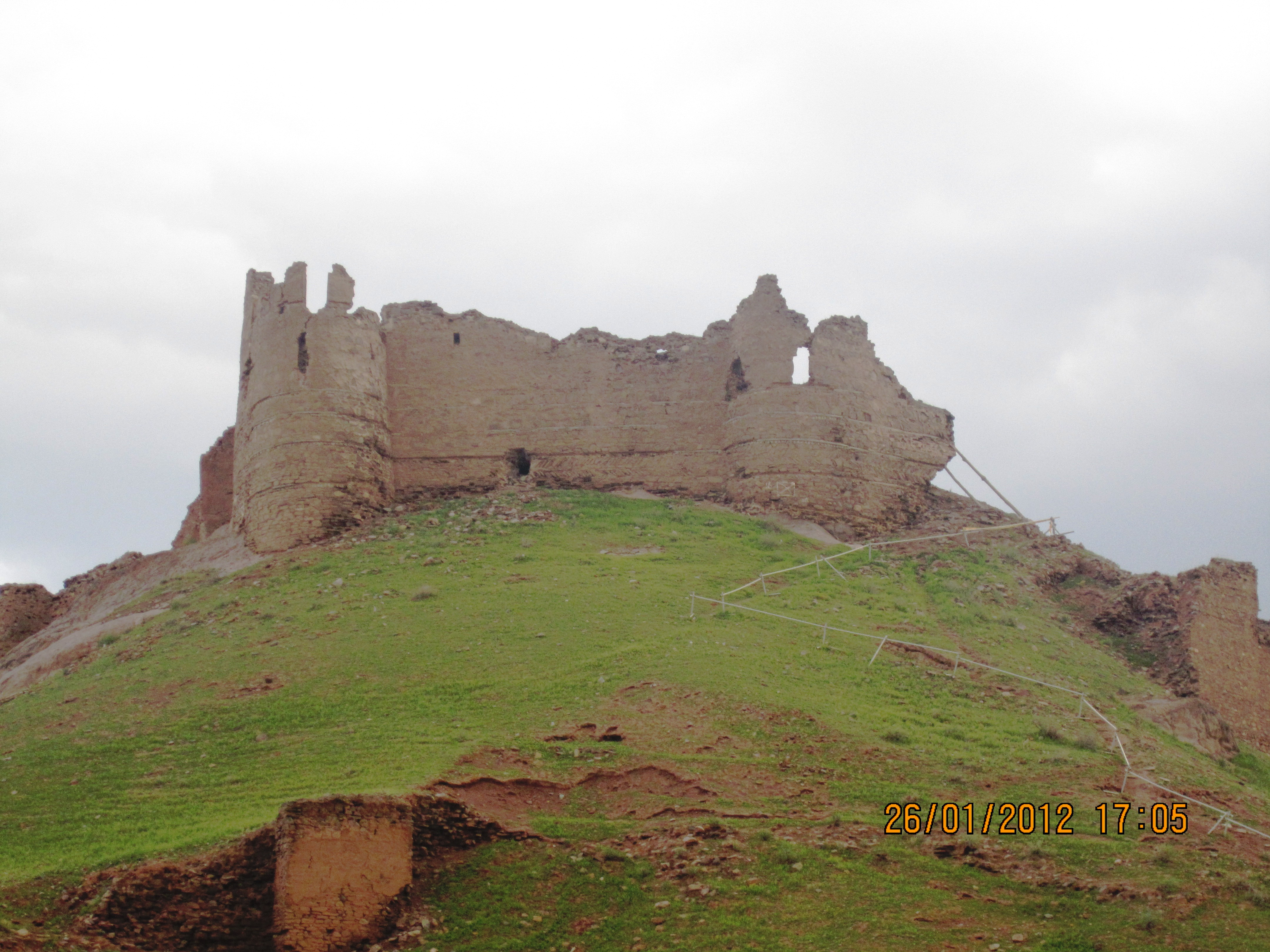
نمایی از قلعهٔ شمیران

### تصرف قلعهٔ شمیران و وصلت با جستان سوم
ابوعلی حسن بن احمد، در نامه‌ای که به صاحب بن عباد راجع‌به قلعهٔ شمیران نوشت، چنین گفت که سلاریان خانواده‌ای گمنام بودند که فقط به دلیل تسلط بر قلعهٔ شمیران و متعاقباً برقراری رابطهٔ خویشاوندی با جستانیان، به قدرت رسیدند.
خاندان کنکر در میان دیلمان پایه و بنیاد استواری نداشتند تا اینکه این دز را تصرف کردند و سپس بلندی همت خود را بدانجا رسانیدند که از جستان وهسودان خواستار پیوند و خویشاوندی شدند جستان با آنکه چهل سال پادشاهی کرده بود، چون دید شمیران خواهر الموت است ناگزیر تن به این پیوند داد.— نامه ثبت‌شده توسط یاقوت حموی
به گفتهٔ اسماعیل شمس در تاریخ جامع ایران و همچنین کسروی، با وجود عدم قدرت سیاسی سلاریان تا پیش از تصرف قلعهٔ شمیران، نمی‌توان حرف ابوعلی را راجع‌به کوچک و بی‌اهمیت بودن سلاریان پذیرفت؛ زیرا اگر بی‌اهمیت بودند، پادشاهی همچون جستان سوم به وصلت با آنها راضی نمی‌شد. این ازدواج به محمد اجازهٔ دخالت در امور داخلی جستانیان را می‌داد؛ و تأثیر آن به حدی بود که سلاریان نام‌های مشخصی از جستانیان را بر فرزندان خود می‌گذاشتند؛ مانند وهسودان، جستان، مرزبان، و غیره.
در این اوضاع، میان جستانیان اختلافات داخلی نیز پیش آمده بود و همین مسئله، دلیل دیگری بود که باعث تضعیف آنها می‌شد. برای مثال، وقتی جستان سوم با پناه دادن به داعیان علوی در مقابل خلافت عباسی قرار گرفته‌بود، برادرش علی، کاملاً حامی خلافت بود و رهبری حامیان خلافت در میان دیلمی‌ها را برعهده داشت. او حتی ازسوی خلیفه مدتی به حکومت اصفهان منسوب شد، همچنین داعی صغیر را دستگیر کرد و قصد داشت وی را به بغداد بفرستد. مدتی بعد، احتمالاً در سال ۳۰۶، جستان سوم به قتل رسید. این رویداد باعث شد دودستگی میان جستانیان شدت بگیرد و طرفداران جستان، می‌خواستند انتقام او را از علی بگیرند. با مرگ جستان که مخالف عباسیان بود، علی، جانشین او شد. او برخلاف جستان، کاملاً حامی خلافت عباسی بود. در چنین شرایطی، محمد بن مسافر که داماد جستان بود، فرصت را برای رسیدن به کسب قدرت مناسب دید و از خونخواهان جستان حمایت کرد و در همین حال شرایط طبرستان، گیلان و دیلم نیز برای به قدرت رسیدن او مناسب بود.
همچنین دو انگیزهٔ دیگر (غیر از رسیدن به قدرت) را می‌توان برای شورش محمد بن مسافر برشمرد؛ یکی خونخواهی پدرزن و دیگری تبعیت علی از خلافت عباسی.

### شورش علیه جستانیان
در آن هنگام، محمد بن مسافر سردسته آن گروه از دیلمی‌ها محسوب می‌شد که با خلافت عباسی مخالف بودند. از سوی دیگر، علی ازسوی خلیفه به مقام «عامل حرب» در مناطق ری، دماوند، زنجان، قزوین، و ابهر نیز منصوب شد. وی مدتی به این کار مشغول بود تا اینکه سرانجام در سال ۳۰۷ در قزوین و در رختخواب خود، به دست محمد بن مسافر کشته شد.
علی شمس در تاریخ جامع ایران تاریخ تأسیس سلاریان را در سال ۳۰۶ نگاشته و سید مسعود شاهمرادی نیز زمان تأسیس سلاریان را (بدون اشاره به سال مشخصی) پس از کشته شدن علی و محمد بن مسافر را مؤسس این سلسله دانسته‌است. کسروی مؤسس این سلسله را شخصی نامعلوم، و محمد بن مسافر را «اولین شخص از این خاندان که نامش در تاریخ آمده» قلمداد می‌کند.
پس از مرگ علی، خسروفیروز، دیگر حاکم جستانی که بر قسمتی از طارم حکومت داشت، علیه محمد بن مسافر شورش کرد؛ اما او نیز در جنگ با وی کشته شد. پس از وی، پسر خسروفیروز، مهدی به خونخواهی پدر و عمو به جنگ محمد بن مسافر رفت. او نیز شکست خورد به اسفار شیرویه پناهنده شد. این جنگ‌ها ۹ سال به طول انجامیدند و سرانجام محمد بن مسافر در سال ۳۱۶، بر اکثریت بلاد دیلم حاکم شد و جستانیان به هوسم و بخش محدودی از رودبار عقب رانده شدند. بدین‌ترتیب محمد بن مسافر قدرت و نفوذ جستانیان را به حد حاکمان محلی تقلیل داد.

## اتحاد با مرداویج و ماکان کاکی

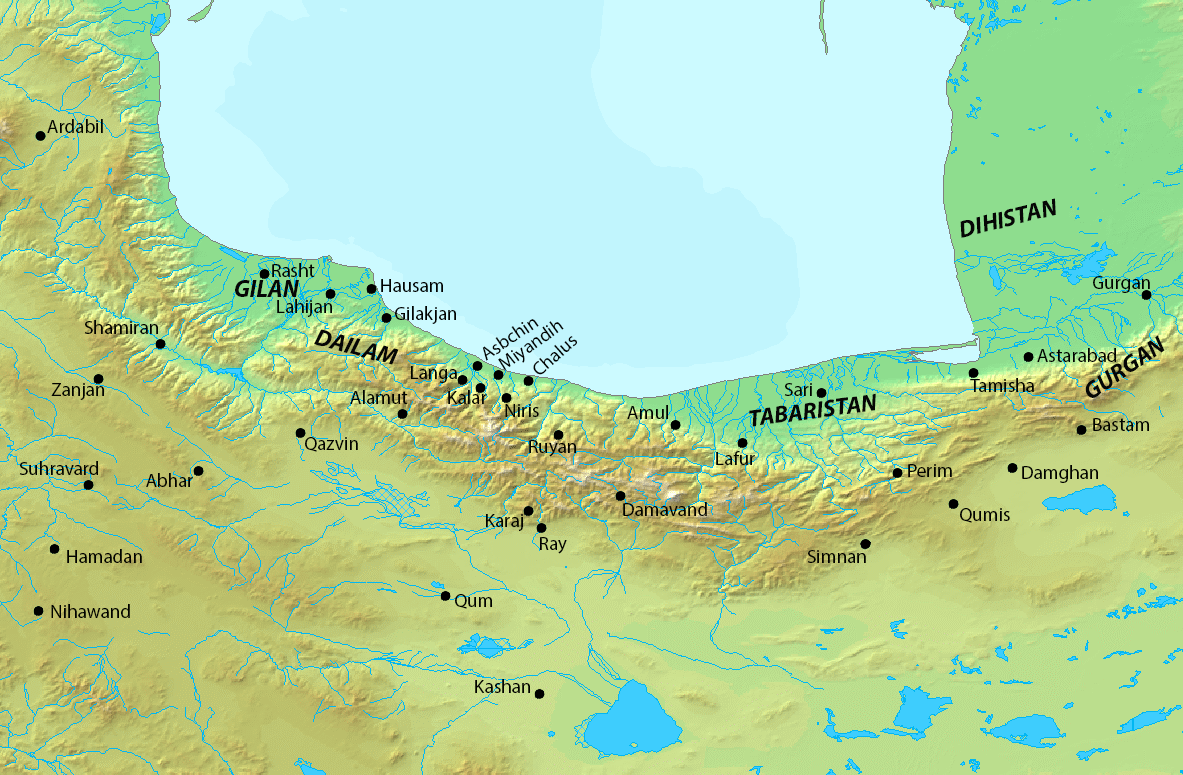
نقشهٔ مناطق طبرستان، گیلان، دیلم و سرزمین‌های اطراف آنها و شهرهای مهم‌شان، درطی میان‌دوره ایرانی. مناطق دیلم و شمیران در قلمرو محمد بودند.

در سال ۳۱۶، اسفار شیرویه، ماکان کاکی را در ری شکست داد و بر آن شهر حاکم شد. در این زمان محمد بن مسافر قلعهٔ الموت را تصرف کرد و برادرزاده‌اش، مهدی بن مالک بن مسافر (مشهور به سیاه‌چشم) را بر آن قلعه گماشت. اسفار که درپی فتوحات بیشتر بود، تصمیم گرفت به رودبار و طارم حمله کند. اما فتح قلاع مستحکمی همچون شمیران و الموت با جنگ ممکن نبود، لذا اسفار ابتدا از درِ صلح و دوستی وارد شد و سپس در فرصتی مناسب، به الموت حمله کرد و سیاه‌چشم را به قتل رساند.
محمد بن مسافر از بابت قتل برادرزاده‌اش از اسفار کینه به دل گرفت. پس از الموت، اسفار درصدد فتح شمیران برآمد و طبق معمول از راه مصالحه وارد شد و برادرش شیرزاد و مرداویج را با هدف اخذ مالیات یا کسب بیعت، به نزد محمد فرستاد و خودش با سپاهی بزرگ در نزدیکی منطقه آماده شد تا درصورت عدم اطاعت محمد، به وی حمله کند. اما محمد در مذاکره با مرداویج، ضمن یادآوری ستم‌های اسفار به مسلمانان، به او پیشنهاد داد درصورت ترک محاصره، کمک خواهد کرد تا اسفار را شکست دهد و به قدرت برسد. مرداویج این پیشنهاد را پذیرفت و با محمد بن مسافر و ماکان کاکی متحد شد. مرداویج و پسران محمد بن مسافر، شیرزاد (برادر اسفار) و بیست و نه نفر از فرماندهان اسفار از طایفهٔ دیلمی «وروداوند» را غافلگیر کردند و کشتند. محمد بن مسافر و ماکان کاکی و مرداویج، در جنگی که در سال ۳۱۸ در اطراف قزوین یا در نزدیکی ری رخ داد، اسفار را شکست دادند. اسفار متواری شد و عمدهٔ سپاهیانش به مرداویج ملحق شدند. مدتی بعد در سال ۳۱۹، اسفار کشته شد. مشخص نیست که پس از این، محمد و فرزندانش در لشکرکشی‌های مرداویج در مرکز و غرب ایران شرکت کردند یا خیر، اما ابن مسکویه از حضور بلسوار بن مالک بن مسافر در سپاه وشمگیر در لشکرکشی وی به آذربایجان خبر می‌دهد. این مسئله نشان می‌دهد محمد و وشمگیر با یکدیگر در صلح بوده‌اند. هرچند از سرنوشت محمد بن مسافر درطی سال‌های ۳۱۹ تا ۳۳۰ اطلاعی در دست نیست، ولی واضح است که او دراین‌مدت درصدد تثبیت و تحکیم قدرت خود در شمیران و مناطق اطراف آن بوده‌است.

## سقوط و سرنگونی

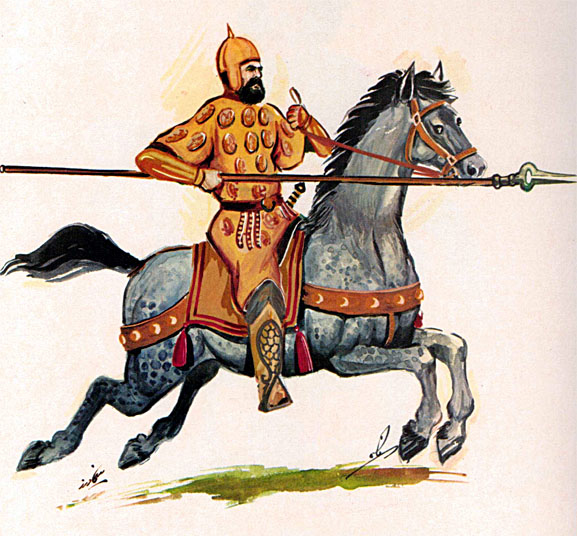
نقاشی سواره‌نظام دیلمی

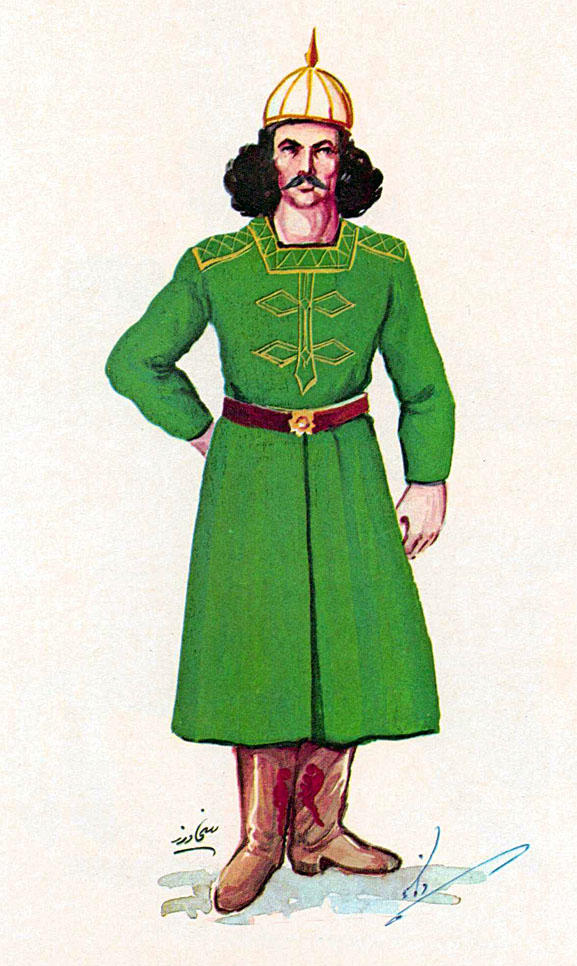
نقاشی پیاده‌نظام دیلمی

حکومت ظالمانهٔ محمد بن مسافر، موجب شده بود تا او حتی در میان خانواده‌اش مورد استقبال قرار نگیرد. در سال ۳۳۰ ه‍.ق پسران محمد، مرزبان و وهسودان، با حمایت مادرشان خراسویه، علیه محمد توطئه، و او را سرنگون کردند. ابن مسکویه علت این توطئه را بدرفتاری و سخت‌گیری‌های دائمی محمد و ترس پسرانش از او عنوان کرده‌است.
محمد بدسرشت و درشت‌خوی بود و با خاندان خود سخت‌گیری و رفتار ناهنجار داشت. وهسودان پسرش از او ترسناک شده پیش برادرش مرزبان که در یکی از دزهای تارم بود پناه برد. محمد دانست چون دو برادر با هم باشند برایشان دست نخواهد داشت و خواست میانشان جدایی بیندازد نامه‌ای به مرزبان نوشت و او را به نزد خود فراخواند. وهسودان به مرزبان گفت من از تنهایی خود در این دز ترسناکم چه پدرمان در خیال گرفتن من است. مرزبان برادر را نیز همراه برداشت و چون در اثنای راه بودند به پیکی از محمد برخوردند که پنهان پیش مردم آن دز فرستاده و پیغام داده بود وهسودان چون تنها بماند دستگیر کنند و نگهدارند و دز را نیز به مرزبان بار ندهند. مرزبان و وهسودان از این پیک و پیغام در شگفت شده نیت محمد را دربارهٔ خود دانستند و چون به شمیران رسیدند محمد به دز دیگری بیرون رفته بود. مرزبان و وهسودان داستان پیک و پیغام را با مادر خود خراسویه گفتگو کردند و به همدستی او دز را با همه گنجینه و اندوخته محمد تصرف نمودند. محمد چون این خبر بشنید در کار خود حیران ماند و در آن دز که بود تهیدست و تنها بنشست …— ابن مسکویه
پس از دستگیری محمد، حکومت طارم به وهسودان رسید؛ وی محمد را در قلعه‌ای حبس کرد. در همان سال (۳۳۰ ه‍.ق) مرزبان به آذربایجان حمله و آن را فتح کرد. این واقعه سلاریان را به دو شعبه تقسیم کرد. با وجود حکومت وهسودان در طارم، حاکم اصلی مرزبان بود و وهسودان فقط نایب‌السلطنه و جانشین او محسوب می‌شد.

## بازگشت به قدرت و سرانجام

خاورمیانه در سال ۳۳۰ هجری؛ قلمرو مرزبان شامل آران، آذربایجان، شروان و ارمینیه می‌شد، حال اینکه قلمرو پدرش، محمد بن مسافر، به دیلم و طارم محدود بود.

در سال ۳۳۸، مرزبان به ری حمله کرد. او پیش از حمله با پدر و برادرش مشورت کرده بود. محمد او را از این کار منع کرد، ولی مرزبان اهمیتی نداد. ری در آن‌زمان تحت تصرف رکن‌الدوله بویی بود. مرزبان از رکن‌الدوله فریب و شکست خورد و به زندان افتاد؛ پس از اسارت مرزبان، فرزندانش، برادرش وهسودان، آل بویه و دیسم الکُردی بر سر کنترل آذربایجان درگیر شدند. در چنین شرایطی، عده‌ای از سپاهیان مرزبان که از میدان جنگ گریخته بودند به فرماندهی جستان بن شرمزن و برخی دیگر، محمد بن مسافر را از طارم به اردبیل بردند و او را حاکم خود کردند. مرزبان، پیش از حمله، برادرش وهسودان را به نیابت از خودش به حکومت آذربایجان گماشته بود؛ اما وهسودان از ترس پدر آذربایجان را رها کرد و به طارم بازگشت. اما محمد با سپاهیان آذربایجان نیز بدرفتاری می‌کرد و درنتیجه برای بار دوم، از حکومت سرنگون شد و بابت همین مسئله حتی جانش نیز به خطر افتاد؛ پس به طارم گریخت و وهسودان نیز دوباره او را حبس کرد. از زمان بازگشت محمد به قدرت تا سرنگونی مجددش، چند روز بیشتر طول نکشید. وی سرانجام مدتی پیش از ۹۵۳ میلادی (به هجری قمری، سالِ ۳۴۱) وفات یافت.

## خانواده
محمد بن مسافر سه پسر به نام‌های «مرزبان» و «وهسودان» و «صعلوک» داشت. صعلوک از سران سپاه دیسم الکردی بود ولی اطلاعات دیگری از وی در دست نیست. محمد برادری به نام «مالک» نیز داشت که از او نیز اطلاعاتی موجود نمی‌باشد. اما مالک پسری موسوم به بلسوار (پیلسوار) داشت که از فرماندهان سپاه وشمگیر، در زمان حملهٔ وشمگیر به آذربایجان بود. از میان پسران محمد بن مسافر، وهسودان دومین پسر، و مرزبان آخرین بود. از «مسافر»، پدر محمد بن مسافر، اطلاعی موجود نیست. محمد بن مسافر همچنین برادرزاده‌ای بنام «مهدی» داشت که فرزند مالک بود و به «سیاه‌چشم» شهرت داشت. او پس از اینکه الموت را تصرف کرد، مهدی را بر آن قلعه گماشت؛ ولی مهدی در حملهٔ اسفار شیرویه کشته شد.
به نوشتهٔ مروج‌الذهب محمد بن مسافر داییِ علی دیلمی بوده‌است؛ اما به اعتقاد کسروی نمی‌توان درنظر گرفت که او دایی جستان سوم هم محسوب می‌شده؛ چراکه محمد مسلمان بوده و دختر جستان سوم را به همسری داشته‌است. کسروی اینطور توضیح می‌دهد که احتمالاً علی و جستان از یک مادر نبوده‌اند.

## مذهب
این خود داستان شگفتی بود که دیلمان پس از سیصد سال دشمنی با اسلام و جنگ و خونریزی با مسلمانان چون به رهنمایی علویان اسلام را پذیرفته راه به میان مسلمانان پیدا کردند و پنجاه سال نگذشت که بر بخش بزرگی از عالم اسلام فرمانروایی یافتند و نام دیلم پس از آنکه پیوسته با لعن و نفرین توأم بود این دفعه در منبرهای اسلام (حتی در مکه و مدینه) خطبه و دعا به نام ایشان می‌خواندند.

کسروی، شهریاران گمنام، ۵۵.
به اعتقاد اسماعیل شمس در تاریخ جامع ایران خاندان سلاری پس از فتوحات اسلام همچنان زرتشتی ماندند. حال اینکه به گفتهٔ احمد کسروی در شهریاران گمنام، دیلمی‌ها هرگز شریعت زرتشتی را نپذیرفته بودند؛ کسروی معتقد بود دیلمی‌ها مردمی «اصولاً بی‌دین بوده‌اند». به نوشتهٔ ویلفرد مادلونگ در دائرةالمعارف ایرانیکا، عمدهٔ دیلمی‌ها مشرک بوده‌اند اگرچه تعدادی زرتشتی و مسیحی هم بین‌شان پیدا می‌شده. مسلمانان فتوحاتشان را تا دیلم ادامه دادند، اما هرگز موفق به ورود به جبال دیلم نشدند. بدین‌ترتیب، دیلمی‌ها همان استقلالی که قبل از اسلام داشتند را حفظ کرده و توسط سلسلهٔ مستقل خود اداره می‌شدند. اسلام به‌وسیله داعیان علوی به‌میان دیلمی‌ها راه پیدا کرد. پس از اینکه محمد بن زید در گرگان به دست سامانیان کشته شد، ناصر کبیر، به دیلم، نزد جستان سوم پناه برد. وی به جستان اطمینان داد که هدفش فقط تبلیغ اسلام است، و قصد کسب قدرت سیاسی ندارد. مدتی بعد، عده کثیری از دیلمی‌ها و حتی شماری از خانوادهٔ جستان سوم، مسلمان شدند. به‌نوشته مرعشی، داعی ۱۴ سال (۲۸۷–۳۰۱ ه‍.ق) در دیلم بود و همهٔ مردم گیل و دیلم به دستش مسلمان شدند. به‌نظر می‌رسد سلاریان نیز تا پیش از ۳۰۱ ه‍.ق به اسلام ایمان آوردند و به تبعیت از سایر دیلمی‌ها، مذهب زیدی داشتند. مذهب سلاریان شیعه اسماعیلی، و فرقهٔ آنها، قرمطی بود. آنها مانند سایر قرمطیان، از امامت خلفای فاطمی حمایت نمی‌کرده‌اند بلکه به غیبت محمد بن اسماعیل معتقد بودند. مع‌الوصف، عبدالحسین زرین‌کوب معتقد است گرایش این خاندان به مذهب اسماعیلیه بیش از آن که اعتقاد واقعی به مذهب باشد، بهانه‌ای برای مخالفت با خلافت عباسی بوده‌است. تغییر مذهب سلاریان از زیدیه به اسماعیلیه، درمیان سال‌های ۳۰۰ تا ۳۳۰ ه‍.ق، و توسط داعیان اسماعیلی ری و بالأخص ابوحاتم رازی اتفاق افتاد. ابوحاتم، تعدادی از سیاستمداران آن زمان را به مذهبش دعوت کرد و توانست خسروفیروز جستانی را هم جذب کند.
در دوران حکومت سلاریان، مذهب اسماعیلی در مناطق تحت تصرفشان تبلیغ می‌شد. مع‌الوصف، گرایش خاندان حکومتی سلاریان به مذهب اسماعیلیه و تبلیغات داعیان اسماعیلی در زمان آنها در دیلم (و بعدتر آذربایجان) باعث نشد عامهٔ مردم مناطق مذکور به آن مذهب گرایش پیدا کنند.

## خصوصیات اخلاقی و رفتاری و میراث
محمد بن مسافر فرمان‌روایی عاقل و آبادی‌دوست، ولی در عین حال بی‌رحم و بداخلاق بود. او قلعهٔ شمیران را پایتخت خود قرار داد و بناهای زیبایی که در آن ساخته بود، مورد تحسین یک سیاح موسوم به «ابودلف مسعر بن مهلهل خزرجی» قرار گرفت. به روایت وی، محمد بن مسافر هرکجا آثار هنری زیبا می‌دید، هنروران آن آثار را با پول زیاد به قلعه شمیران می‌آورد ولی زمانی که آنها وارد قلعه می‌شدند، دیگر هرگز اجازه خروج از قلعه را به آنها نمی‌داد. این سیاح از کوشک‌های قلعهٔ شمیران بسیار تعریف می‌کند. به گفته او، محمد بن مسافر حتی فرزندان رعایا را از خانواده‌هایشان جدا می‌کرد و به صنعتگران و هنروران می‌سپرد تا کار یاد بگیرند. پس از سقوط محمد، پسرانش مرزبان و وهسودان، این افراد را که تعدادشان حدود پنج هزار نفر بود، از قلعه آزاد کردند. ابودلف همچنین روایت می‌کند که درآمد محمد بن مسافر بالا و هزینه‌های او کم بوده‌است.

## فهرست منابع
- رضازاده لنگرودی. «جنبش مرداویج گیلی».  در م. پ. جکتاجی. گیلان‌نامه، مجموعه مقالات گیلان‌شناسی. ج. دوم.
- سجادی، صادق (۱۳۶۷). «آل بویه». دائرةالمعارف بزرگ اسلامی. ج. ۱. دائرةالمعارف بزرگ اسلامی.
- شاهمرادی، سید مسعود (۱۶ فروردین ۱۳۹۵). «آل مسافر و تشیع در دیلم و آذربایجان در قرن چهارم هجری».
- شمس، اسماعیل (۱۳۹۳). «سلاریان».  در سجادی، صادق. تاریخ جامع ایران. ج. هفتم. مرکز دائرةالمعارف بزرگ اسلامی.
- کاظم‌بیکی، محمدعلی (۱۳۸۹). «بویهیان و زیاریان، روایتی نویافته از کتاب التاجی» (PDF). تاریخ تمدن اسلامی. ۶ (۱۱). دریافت‌شده در ۲۲ اکتبر ۲۰۲۱.
- کسروی، احمد (۱۳۰۷). شهریاران گمنام. تهران: نشر دنیای کتاب. شابک ۹۶۴-۳۵۱-۳۱۸-۱.
- مفرد، محمدعلی (۱۳۸۶). ظهور و سقوط آل‌زیار. تهران: انتشارات رسانش. شابک ۹۶۴-۷۱۸۲-۹۴-۵.

- Bosworth, C. Edmund. "Mosaferids". Encyclopaedia Iranica (به انگلیسی). Retrieved 19 October 2021.
- Bosworth, C. Edmund (2010). "ZIYARIDS". Encyclopaedia Iranica, Online Edition.
- Bosworth, C. Edmund (1991). "Mardawidj". Encyclopaedia of Islam, Volume V. E.J. Brill's. ISBN 9004081127.
- Yarshater, Ehsan (2004-12-15). IRAN ii. IRANIAN HISTORY (2) Islamic period (به انگلیسی). Encyclopædia Iranica.{{cite encyclopedia}}:  نگهداری یادکرد:تاریخ و سال (link)
- Madelung, W. (1975). "The Minor Dynasties of Northern Iran".  In Frye, R.N. (ed.). The Cambridge History of Iran, Volume 4: From the Arab Invasion to the Saljuqs. Cambridge: Cambridge University Press. pp. 198–249. ISBN 978-0-521-20093-6.
- Madelung, Wilfred (2011). "Deylamites". Encyclopaedia Iranica.

| پیشین: سلسله تأسیس شد | حاکم سلاری دیلم ۳۰۶–۳۳۰ ه‍. ق                               | پسین: وهسودان             |
| پیشین: مرزبان         | حاکم سلاری آذربایجان مدت بسیار کوتاه در سال ۳۳۸ (چند روز) | پسین: دیسم بن ابراهیم کرد |